# M/F Odin Sydfyen
M/F Odin Sydfyen er en passager- og godsfærge, der 2012-2015 sejlede på ruten Bøjden-Fynshav. Inden da sejlede den mellem Spodsbjerg og Tårs. I 2015 blev den solgt til et finsk rederi.